# Пасечнюк, Михаил
Михаи́л Пасечню́к (рум. Mihail Paseciniuc; 9 марта 1991, Тирасполь) — молдавский футболист, полузащитник.

## Карьера

### Клубная
Начинал свою профессиональную карьеру в тираспольском клубе «Тилигул-Тирас», за который провёл 27 игр и забил два мяча. 6 июня 2009 года клуб из-за финансовых проблем прекратил своё существование, а Пасечнюк перебрался в «Олимпию» из города Бельцы, арендовавшую базу «Тилигула» для подготовки игроков. За новый клуб в чемпионате Молдовы дебютировал 25 июля 2009 года в игре с кишинёвским «ЦСКА-Рапидом», выйдя на 83-й минуте вместо Джулиуса Адарамолы. 27 февраля 2010 года на 63-й минуте матча с тираспольским «Шерифом» забил свой первый мяч за «Олимпию», принеся тем самым победу своей команде. В составе бельцкого клуба по итогам чемпионата Пасечнюк стал бронзовым призёром, что позволило на будущий год выступать в Лиге Европы. В сезоне 2010/11 Михаил принял участие во всех матчах своей команды, а официальный сайт УЕФА признал его лучшим молодым игроком Молдовы. В начале июля 2011 года должен был ехать с нижегородской «Волгой» на сборы в Австрию, однако у него возникли проблемы с визой. В связи с этим в команду прибыл 19 июля, и после успешного прохождения просмотра 25 июля с ним был заключён контракт на пять лет.

### В сборной
Выступал за юношескую сборную Молдовы в первом квалификационном раунде чемпионата Европы по футболу среди юношей до 19 лет 2010 года, игры которого проходили в Люксембурге. В первом матче 7 октября 2009 года с Турцией Михаил вышел на 70-й минуте на поле вместо Раду Гынсаря. В двух других матчах турнира с Германией и Люксембургом также выходил на замену во втором тайме. Сборная Молдовы в итоге заняла в группе третье место, что не позволило ей пройти в следующий раунд квалификации. 8 февраля 2011 года сыграл первый матч за молодёжку Молдовы, выйдя на 62-й минуте товарищеского матча с Беларусью вместо Раду Гынсаря. 17 марта 2011 года был приглашён главным тренером Гаврилом Балинтом в национальную сборную на матч отборочного этапа Евро-2012 со сборной Швеции, однако в самом матче участия не принял.

## Достижения
- Бронзовый призёр чемпионата Молдовы: 2009/10
- Лучший молодой игрок Молдовы по версии официального сайта УЕФА: 2011